# Johann Ernst von Orthofen
Johann Ernst von Orthofen, auch Johann Ernst von Ortenhofen (* 1667 auf Schloss Limburg,  bei Schwanberg; † 29. Juni 1741), war der 15. Propst von Stift Pöllau in der Steiermark.

## Leben
Geboren in der Weststeiermark, studierte an der Universität Graz und trat am 4. Oktober 1688 in das Augustiner-Chorherren-Stift Pöllau ein, wo er sich zum Priester ausbilden ließ. Er wurde am 2. April 1697 zum 15. Propst des Stiftes gewählt und nahm dieses Amt bis zu seinem Ableben im Jahr 1741 wahr. Er wurde in der Stiftskirche beigesetzt.

## Wirken
Als Propst von Stift Pöllau erweiterte er die Besitzungen des Stiftes, vollendete das Stiftsgebäude und ließ schließlich auch die Stiftskirche bauen. Insgesamt vergrößerte er das Ansehen des Stifts enorm, sodass er die Novizen aussuchen konnte, auch vermehrt aus dem Adel, sodass Pöllau das adelige Stift genannt wurde. Gerade wegen der vielen gebildeten und vermögenden Mitbrüder wurde der wirtschaftliche Aufstieg des Stiftsbetriebes fortgesetzt.